# قضاء الدجيل
قضاء الدجيل (سابقا: قضاء الفارس) وهو أحد الأقضية التابعة إلى محافظة صلاح الدين في وسط العراق ويتبع القضاء ناحية الشيخ جميل و ناحية الثرثار ويبلغ عدد سكان القضاء حوالي 104,000 حسب تقديرات عام 2014 .